# Spielgemeinschaft Volleyball Gellersen Lüneburg
Lo Spielgemeinschaft Volleyball Gellersen Lüneburg è una società pallavolistica maschile tedesca con sede a Luneburgo: milita nel campionato di 1. Bundesliga.

## Storia
Lo Spielgemeinschaft Volleyball Gellersen Lüneburg viene fondato nel 2005 dall'unione del Treubund Lüneburg e del Gellersen. Il club debutta in 2. Bundesliga nella stagione 2010-11, categoria dove resta per quattro annate stazionando sempre ai primi posti in classifica, senza tuttavia mai ottenere la promozione in 1. Bundesliga.
A seguito della rinuncia di alcune squadre, il club di Luneburgo viene ripescato nella massima divisione tedesca dove esordisce nella stagione 2014-15: nella stessa annata raggiunge la finale in Coppa di Germania, risultato ottenuto anche nell'edizione 2018-19.

## Rosa 2019-2020
| N° | Nome              | Ruolo | Data di nascita   | Nazionalità sportiva |
| -- | ----------------- | ----- | ----------------- | -------------------- |
| 1  | Tyler Koslowsky   | L     | 31 ottobre 1993   | Canada               |
| 2  | Gijs van Solkema  | P     | 21 maggio 1998    | Paesi Bassi          |
| 3  | Antti Ronkainen   | S     | 11 agosto 1996    | Finlandia            |
| 4  | Leo Durkin        | P     | 13 novembre 1992  | Stati Uniti          |
| 6  | Viktor Lindberg   | S     | 27 marzo 1996     | Svezia               |
| 7  | Jannik Pörner     | O     | 13 luglio 1994    | Germania             |
| 10 | Anton Brehme      | C     | 10 agosto 1999    | Germania             |
| 11 | Blake Scheerhoorn | O     | 6 gennaio 1995    | Canada               |
| 12 | Florian Krage     | C     | 11 gennaio 1997   | Germania             |
| 13 | Michael Michelau  | S     | 12 luglio 1994    | Stati Uniti          |
| 14 | Michel Schlien    | C     | 5 marzo 1992      | Germania             |
| 16 | Konrad Thole      | S     | 14 settembre 1999 | Germania             |